# Резолюція Ради Безпеки ООН 17
Резолюція Ради Безпеки ООН 17 — резолюція, прийнята 10 лютого 1947 року, яка вирішила, що комісія, створена резолюцією Ради Безпеки ООН 15, не була уповноважена звертатися з проханням до урядів Греції, Албанії, Болгарії і Югославії відкласти страту будь-якого зі своїх політичних ув'язнених, якщо не могла дати свідчення того, що це допоможе Комісії у виконанні її завдання.
Резолюція була прийнята 9 голосами. Польща і СРСР утрималися.